# マッシミリアーノ・タッリャーニ
マッシミリアーノ・タリアーニ（Massimiliano Tagliani, 1989年4月4日 - ）はイタリア・メッツァーノ出身のサッカー選手。ACレッツァート所属。ポジションはディフェンダー。

## 経歴
元U-19イタリア代表で、フィオレンティーナプリマヴェーラではキャプテンを務めた。ヴァレリ・ボジノフ、ファブリッツィオ・ミッコリ、ミルコ・ヴチニッチ、エルネスト・ハビエル・チェバントン等を発掘したことで知られるフィオレンティーナのスポーツディレクター、パンタレオ・コルヴィーノは「ネスタの後継者」と呼んだ。
2007-08シーズンはトップカテゴリに登録されたが、公式戦の出場は果たせず、2010年にラヴェンナ・カルチョに移籍。ラヴェンナの破産を受け、2011年にFCズュートティロールに移籍。

## 所属クラブ
- ブレシア・カルチョ 2005 (ユース)
- ACFフィオレンティーナ 2005-2009 (ユース)
- ACFフィオレンティーナ 2009-2010

→ ガッリーポリ・カルチョ (loan) 2009-2010
- ラヴェンナ・カルチョ 2010-2011
- FCズュートティロール 2011-2016
- ACルメッツァーネ 2016-2017
- ACレッツァート 2017-

この項目は、ウィキプロジェクト サッカー選手の「テンプレート」を使用しています。